# Rift del Nilo Azzurro

Rifts in Sudan e Kenya

Il rift del Nilo Azzurro è un'importante formazione geologica del Sudan; è un rift orientato in direzione nordovest e che termina nella cesura dell'Africa centrale. Si è formato per distensione della crosta terrestre all'epoca della fratturazione della Gondwana.

## Caratteristiche
I rift di quest'area, come anche il rift del Bahr al-Arab e il rift del Nilo Bianco, sembrano essersi riattivati varie volte a partire dal Paleozoico, che terminò 250 milioni di anni fa. Durante le fasi di rapido sollevamento e successiva subsidenza, i rift accumularono sedimenti differenti per epoca, origine e metodo di deposizione.
Nel Giurassico superiore la riattivazione del rift del Nilo Azzurro avvenne con una distensione di tipo semi-graben, in senso est-ovest e collegata a vaste zone di cesura; nel Cretacico inferiore il rifting riattivò il bacino giurassico.
Il bacino del Nilo Azzurro in Etiopia può essere considerato un'estensione sudorientale del rift.
Ancora più a sudest, il bacino dell'Ogaden che risale al Paleozoico-Mesozoico, è allineato con il rift del Nilo Azzurro.